# Федерал 3
Федерал 3 (фр. Fédérale 3) је пети ранг клупског рагби 15 такмичења у Француској.

## О такмичењу
У петој француској лиги, 226 рагби клубова је распоређено у 21 групу, дакле у свакој групи се налази 8 рагби клубова. У овој лиги, клубови имају прилику да се изборе са пласман у виши ранг такмичења, четврту француску лигу.

## Историја
Листа победника пете француске лиге у рагбију
- 1926. Атлетик сеинт северин
- 1927. Авињон сеинт сатурнин
- 1928. Нац роан
- 1929. Аусцитијан
- 1930. Стад ниортас
- 1931. Ница
- 1932. Серсл Спортиф лоријен
- 1933. Олимпик шамбери
- 1934. Сеинт марселин
- 1935. Бордо
- 1936. Грохотес
- 1937. Авенир валенсијен
- 1938. Олимпик марсеј
- 1939. Мазамет
- 1940-1946. Није се играло због најсмртноснијег рата у људској историји
- 1947. Порт вендрес
- 1948. Стад лавеланет
- 1949. Порт вендрес
- 1950. Стад бусау
- 1951. Белегард валсерин
- 1952. Атлетик Бордо
- 1953. Перпињан
- 1954. Тулуз
- 1955. Квилан
- 1956. Мојисак
- 1957. Гујан местрас
- 1958. Монтрејау
- 1959. Еспераза
- 1960. Атлетик Кондом
- 1961. Фигак
- 1962. Кастелсарасин
- 1963. Спортинг апамен
- 1964. Авенир валнесијен
- 1965. Авињон сеинт сатурнин
- 1966. Спортив сарсанон
- 1967. Атлетик висојис
- 1968. Авант состон
- 1969. Савердан
- 1970. Аргелес
- 1971. Сеинт ливрад
- 1972. Ријем
- 1973. Мугрон
- 1974. Кастелнедери
- 1975. Фигек
- 1976. Монејин
- 1977. Ле сејн
- 1978. Олимпик вендрес
- 1979. Ријемес
- 1980. Олимпик вивијез
- 1981. Стразбур
- 1982. Сорж
- 1983. Спортиф румили
- 1984. Лолебер
- 1985. Сижан
- 1986. Пејс де екс
- 1987. Стад елн
- 1988. Прад
- 1989. Олимпик флери
- 1990. Расинг Стразбур
- 1991. Бајон
- 1992. Спортив кусакс
- 1993. Спортив милас
- 1994. Мезе бесин
- 1995. Кармакс
- 1996. Сеинт сипријен
- 1997. Сурџес
- 1998. Масикос
- 1999. Сервијан
- 2000. Ривесалтес
- 2001. Спортив бајон
- 2002. Марсеј провинс
- 2003. Бизанос
- 2004. Ланемезан
- 2005. Стад бажнер
- 2006. Кастељенос
- 2007. Ле бужу
- 2008. Кан манделију
- 2009. Сеинт севин
- 2010. Вендрес леспињан
- 2011. Расинг шалонес
- 2012. Арчачон
- 2013. Бергерец
- 2014. Ауб
- 2015. Чартрес
- 2016. Салес
- 2017. Перижокс дордоњ